# Serpa Pinto (Schiff)
Die Serpa Pinto war ein portugiesisches Fracht- und Passagierschiff, das während des Zweiten Weltkriegs als Flüchtlingsschiff berühmt wurde. Das Schiff trug im Lauf seiner Geschichte auch die Namen Ebro und Princesa Olga.

## Geschichte
Das Schiff wurde 1914 in Belfast gebaut und unter dem Namen Ebro bei der Royal Mail Line Anfang 1915 in Dienst genommen. Wie ihr ein Jahr älteres Schwesterschiff, die Essequibo, war sie für den Liniendienst zwischen Großbritannien und den britischen Inseln in der Karibik vorgesehen. Durch den Ersten Weltkrieg bedingt, wurde sie jedoch für andere Aufgaben verwendet, unter anderem als Küstenwachschiff und Minenleger.
1922 wurde die Ebro an Pacific Steam Navigation Company verkauft, die das Schiff auf der Linie New York – Chile auf der Panamakanal-Route einsetzte. Infolge der Weltwirtschaftskrise wurde der Liniendienst 1930 eingestellt, die letzte Linienfahrt erfolgte im November 1930. Danach wurde die Ebro nach Großbritannien überführt und im Fluss Avon aufgelegt. Nach fünfjähriger Liegezeit wurde sie 1935 an die staatliche jugoslawische Reederei Jugoslavenska Lloyd verkauft, die das Schiff in Princesa Olga umbenannte. Vom neuen Heimathafen Dubrovnik aus bediente das Schiff die Linie nach Haifa.
1939 erfolgte der Verkauf des Schiffs an die portugiesische Reederei Companhia Colonial de Navegação (CCN). Dafür wurde das Schiff in Split grundlegend renoviert und umgebaut. Die Auslieferung an die CCN fand im März 1940 statt.
Als neues Flaggschiff der CCN erhielt das Schiff den Namen Serpa Pinto, nach dem portugiesischen Afrikaforscher Alexandro Alberto de Serpa Pinto. Taufpatin war dessen Tochter, Dona Carlota Serpa Pinto. Die erste Fahrt unter portugiesischer Flagge fand im Mai 1940 unter dem Kommando von Kapitän Américo dos Santos nach Mosambik statt. In den folgenden Jahren unternahm die Serpa Pinto als Schiff des neutralen Portugal viele Flüchtlingsfahrten. Dabei wurden Deutsche und Deutschstämmige aus Übersee nach Europa gebracht, und im Gegenzug Juden und andere Flüchtlinge vor dem Nazi-Regime nach Übersee gefahren. Eine dieser Reisen war die letzte Fahrt mit deutschem diplomatischem Personal in Brasilien von Rio de Janeiro nach Lissabon im Mai 1942.
1942 wurde das Schiff von einem deutschen U-Boot gestoppt, aber als neutrales Schiff dann doch nicht behelligt.
Kurze Zeit später erklärte Brasilien dem Deutschen Reich den Krieg, und in Brasilien verbliebene Deutsche wurden interniert.
Im direkten Anschluss fuhr die Serpa Pinto im Juni die letzte offizielle Flüchtlingsfahrt von Lissabon über Casablanca nach New York. An Bord waren 677 Flüchtlinge.
Auf einer späteren Flüchtlingspassage ließ ein deutsches U-Boot das Schiff räumen und den Kapitän festsetzen, um die Serpa Pinto zu versenken. Die Passagiere trieben bereits in den Rettungsbooten, als aus Berlin die Zerstörungsorder widerrufen wurde. Ein drittes Mal wurde die Serpa Pinto auf dem Weg nach Europa vom Außenministerium der Vereinigten Staaten gestoppt und 232 Deutsche von Bord geholt, die als Internierte gegen US-Bürger in Deutschland ausgetauscht werden sollten. Die Amerikaner sahen sich bei der Auswahl ihrer eigenen Leute von Deutschland getäuscht und stoppten deshalb die Ausreise der 232.
1942 kam die Fluchtbewegung unter dem Druck der verschärften Verfolgung im von Deutschland besetzten Europa praktisch zum Erliegen. Zum 23. Oktober 1941 wurde durch einen Erlass Heinrich Himmlers die Auswanderung von Juden untersagt; es konnten praktisch nur noch Juden auswandern, die schon z. B. in Portugal waren oder denen die Flucht (z. B. über die Pyrenäen) dorthin gelang.
Die Reise Rio de Janeiro – Lissabon – New York ist im Buch „Das Schicksalsschiff“ beschrieben.
Danach wurde die Serpa Pinto für den Austausch der Bürger von Feindnationen verwendet. Die höchste Belegung des offiziell für 500 Passagiere ausgerüsteten Schiffs war dabei die Fahrt mit 941 Deutschen und deutschstämmigen Südamerikanern im Juli 1942 von New York nach Lissabon.
Am 26. Mai 1944 entkam die Serpa Pinto nur knapp der Versenkung durch ein deutsches U-Boot. Das Schiff wurde von U 541 (Kptlt. Petersen) gestoppt, und Mannschaft und Passagiere ultimativ zum Verlassen des Schiffes aufgefordert. Die angekündigte Versenkung verzögerte sich um mehrere Stunden, dabei wurden mehrere Rettungsboote bis über den Horizont hinaus abgetrieben. Da der letztendliche Versenkungsbefehl vom Oberkommando der Marine ausblieb, konnte Kapitän dos Santos die Verschonung des Schiffs aushandeln. Nach mehreren Stunden Suchfahrt konnten alle Rettungsboote gefunden und die Passagiere wieder an Bord genommen werden. Dennoch war das Leben zweier Besatzungsmitglieder und eines Passagiers zu beklagen. Später wurden Kapitän dos Santos von Seiten der CCN Eigenmächtigkeiten im Rahmen dieser Ereignisse vorgeworfen, und ihm Ende 1944 das Kommando über die Serpa Pinto entzogen.
Ab 1950 setzte die CCN größere und modernere Schiffe auf der Südamerika-Linie ein, die Serpa Pinto wurde dabei von der Santa Maria abgelöst und stattdessen für kleinere Routen nach Madeira, zu den Azoren und Kanaren sowie nach Havanna eingesetzt. Im August 1952 diente sie als Transportschiff und Unterkunft der portugiesischen Olympiamannschaft bei den Olympischen Spielen in Finnland.
Im September 1955 wurde die Serpa Pinto für 115.000 britische Pfund nach Belgien verkauft und in der Folge in Antwerpen abgewrackt.

## Passagierkapazität
Das Schiff hatte eine normale Kapazität für etwa 500 Passagiere. Für diese standen 113 Kabinen der 1. Klasse, 82 Kabinen der 2. Klasse und 130 Kabinen der 3. Klasse zur Verfügung. Wie oben im Text erwähnt, wurde diese Belegung mit Passagieren in Krisenzeiten weit übertroffen. Dafür wurden teilweise die Laderäume mit Hängematten ausgestattet.